# Động đất Đảo Awaji 2013
Động đất Đảo Awaji 2013 (淡路島地震 (Đạm Lộ đảo địa chấn) Awaji-shima jishin) là trận động đất xảy ra vào lúc 5:33 (JST), ngày 13 tháng 4 năm 2013. Trận động đất có cường độ 6.3 richter, tâm chấn độ sâu khoảng 15 km. Không có cảnh báo sóng thần cho trận động đất này. Hậu quả trận động đất đã làm 35 người bị thương.